# Österreichischer Bibliothekenverbund
Der Österreichische Bibliothekenverbund (OBV) ist ein Katalogisierungs- und Dienstleistungsverbund für wissenschaftliche und administrative Bibliotheken in Österreich.
Träger ist die mit 1. Jänner 2002 gegründete vollständig in Besitz der Republik Österreich befindliche Österreichische Bibliothekenverbund und Service GmbH (OBVSG). Hervorgegangen ist diese aus der 1974 gegründeten Planungsstelle für wissenschaftliches Bibliothekswesen der Österreichischen Nationalbibliothek, welche 1995 aus dieser herausgelöst und als Arbeitsgruppe Bibliotheksautomation (AGBA) in das Bundesministerium für Wissenschaft und Forschung integriert worden war. 2025 beschäftigte die GmbH über 40 Mitarbeiter. Geschäftsführer war bis 2024 Wolfgang Hamedinger, seit 2025 Günther Simonitsch. Die österreichische Bibliothekenverbund und Service Gesellschaft m.b.H. ist zu 100 % im Besitz des Bundesministeriums für Bildung, Wissenschaft und Forschung (Stand: März 2025).
Den Kern des Verbundes aus fast 100 Bibliotheken von 70 Trägerorganisationen bilden die Österreichische Nationalbibliothek und die Universitätsbibliotheken. Der Verbund ist offen für die Teilnahme weiterer Einrichtungen. Unter dem cloudbasierten Bibliothekssystem Alma (bis 2015/2021 Bibliothekssysteme Aleph 500, bzw. Schwestersystem Alephino) und der Suchmaschinensoftware Primo, alle von der Ex Libris Group, werden sowohl die lokalen Online-Kataloge einiger Verbundbibliotheken, als auch der 2024 mit 19 Millionen Titel mit über 32 Millionen Exemplaren sowie 0,7 Millionen Zeitschriftenbestandsangaben umfassende Gesamtkatalog geführt und frei zugänglich angeboten.
Der Österreichische Bibliothekenverbund beteiligt sich auch an der Gemeinsamen Normdatei (GND) sowie der Zeitschriftendatenbank (ZDB). Ebenso ist der OBV die zentrale österreichische Servicestelle für die ISIL-Registrierung sowie die URN-Vergabe für wissenschaftliche Dokumente.